# FC Locarno
Der FC Locarno ist ein Schweizer Fussballklub aus Locarno, der mehrere Jahrzehnte, zuletzt 2014, in den beiden höchsten Schweizer Ligen spielte und 1951 den Cupfinal erreichte. Nach einem Konkurs 2018 spielt er aktuell in der 2. Liga interregional.
Der FC Locarno wurde am 1. Juli 1906 von zugewanderten Deutschschweizern und einem Tessiner gegründet. Der FC Locarno spielte seit 1929 über mehrere Jahrzehnte in den zwei höchsten Fussballligen. Grösster Kluberfolg war das Erreichen des Schweizer Cupfinals im Jahr 1951, in dem man gegen den FC La Chaux-de-Fonds verlor.
In den letzten Jahrzehnten spielte der Klub meist in der 1. Liga, der dritthöchsten Spielklasse. Im Jahr 1998/99 und seit 2005/06 jedoch in der Nationalliga B respektive der Challenge League. In der Saison 2013/14 stieg der FC Locarno, mit dem 10. Rang am Tabellenende, erneut in die 1. Liga Promotion ab. Nach drei Abstiegen innert vier Jahren spielte der FC Locarno 2017/18 in der 2. Liga interregional, ehe der Verein am 18. Januar 2018 Konkurs anmeldete. Aufgrund dessen steigt der FC Locarno in der Saison 2018/19 in der neuntklassigen 5. Liga wieder in den Spielbetrieb ein.

## Ligazugehörigkeit
- 1906–1928: Regionale Meisterschaft
- 1929–1930: Serie Promotion (II)
- 1930–1933: Serie B (II)
- 1933–1936: Nationalliga (I)
- 1936–1944: 1. Liga (II)
- 1944–1945: Nationalliga B (II)
- 1945–1953: Nationalliga A (I)
- 1953–1955: Nationalliga B (II)
- 1955–1981: 1. Liga (III)
- 1981–1986: Nationalliga B (II)
- 1986–1987: Nationalliga A (I)
- 1987–1999: Nationalliga B (II)
- 1999–2000: 1. Liga (III)
- 2000–2002: Nationalliga B (II)
- 2002–2005: 1. Liga (III)
- 2005–2014: Challenge League (II)
- 2014–2015: Promotion League (III)
- 2015–2017: 1. Liga (IV)
- 2017–2018: 2. Liga interregional (V)
- 2018–2019: 5. Liga (IX)
- 2019–2021: 4. Liga (VIII)
- 2021–2022: 3. Liga (VII)
- 2022–2023: 2. Liga regional (VI)
- 2023–: 2. Liga interregional (V)

## Bekannte Spieler
- Pasi Rautiainen (1986–1987)
- Kurt Niedermayer (1986–1987)
- Oliver Neuville (1991–1992)
- Kubilay Türkyılmaz (1998)